# Luigi Chiarini (Drehbuchautor)

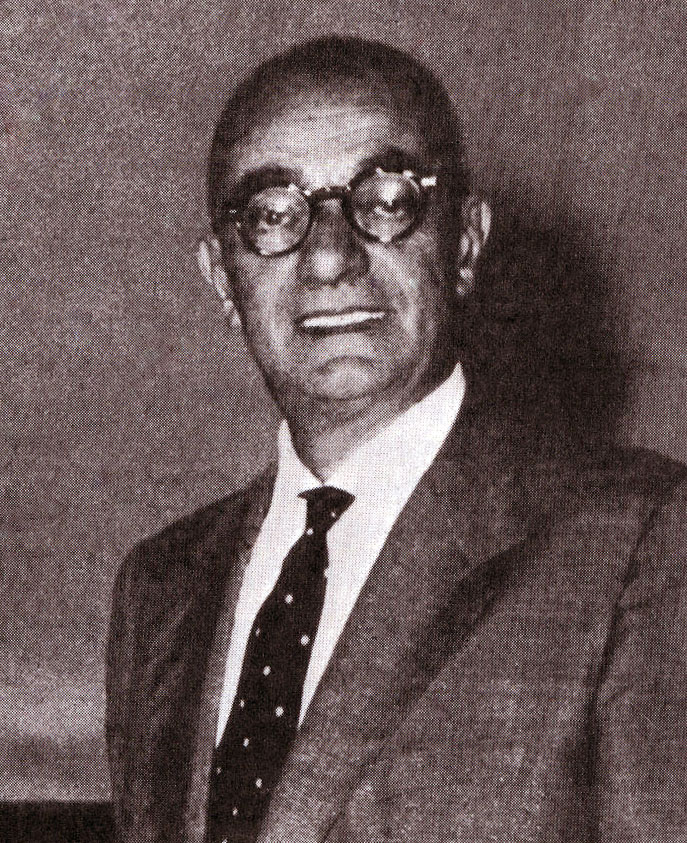
Luigi Chiarini, um 1965

Luigi Chiarini (* 20. Juli 1900 in Rom; † 12. November 1975 ebenda) war ein italienischer Drehbuchautor, Filmregisseur und Filmkritiker.

## Leben
Chiarini war als Journalist und Filmkritiker 1935 der Gründer und erste Direktor des Centro Sperimentale di Cinematografia, deren Bibliothek heute nach ihm benannt ist. Er schrieb zahlreiche Publikationen zu Filmpraxis und -theorie und arbeitete als Drehbuchautor, war Leiter des Filmfestivals von Venedig und inszenierte zwischen 1942 und 1949 fünf Filme selbst, die auch den aufkommenden Neorealismus verarbeiteten.
Sein Sohn war der Germanist, Literaturwissenschaftler und Übersetzer Paolo Chiarini.

## Filmografie (Auswahl)
- 1940: La peccatrice (Drehbuch)
- 1942: Via delle cinque lune (Regie, Drehbuch)
- 1953: Rom, Station Termini (Stazione Termini) (Drehbuch)
- 1953: Wir Frauen (Siamo donne) (Drehbuch)
- 1953: Liebe in der Stadt (L'amore in città) (Drehbuch)
- 1961: Io amo, tu ami… (Drehbuch)